# Günter Bialas
Günter Bialas (19. juli 1907 i Bielschowitz - 8. juli 1995 i Glonn) var en tysk komponist og professor.
Bialas som hører til blandt de vigtigste tyske komponister og lærere i den moderne musik efter anden verdenskrig, har skrevet en symfoni, orkesterværker, kammermusik, klaverstykker, operaer, balletmusik, oratorier etc.
Han var professor i komposition på State Academy of Music i München (1959-1972).

## Udvalgte værker
- "Lille" Symfoni (1960) - for orkester
- "Romance" (1955) - for orkester
- "Musik" (1967) - for klaver og orkester
- "Lyrisk koncert" - (1967) - for klaver og orkester
- 2 Cellokoncerter - (19? , 1992) - for cello og orkester
- "Musik" (1970) - for Elleve strygere

## Ekstene kilder og henvisninger
- "Günter Bialas zum 80. Geburtstag" af Denhoff, Michael. 1987
- Om Günter Bialas